# 佛尔酮
佛尔酮（Phorone），又名双异丙叉丙酮，学名2,6-二甲基-2,5-庚二烯-4-酮。

## 性质
一种黄色液体或带黄绿色棱柱形结晶，有类似天竺葵的气味。不溶于水，溶于乙醇、乙醚、丙酮。有毒！有刺激性。

## 制取
由三分子丙酮在氢氧化钠作用下发生羟醛缩合得到。于200－210℃反应1－1.5小时，佛尔酮收率65－70％，其他产物还有双丙酮醇、异丙叉丙酮、异佛尔酮等等。
也可以以樟脑衍生物为原料制取。

## 用途
用作高沸点溶剂，用于合成树脂、涂料等工业。也用于药物、纤维、防臭剂和润滑油添加剂的生产。